# Datová žurnalistika
Datová žurnalistika je druh novinářské práce, která se zabývá sběrem, ověřování, zpracováním a distribucí dat ve srozumitelné formě pro čtenáře. Doplňuje a rozšiřuje tradiční žurnalistiku, jde o strategii především internetové žurnalistiky. Na rozdíl od tradiční žurnalistiky staví na datech, která zpracovává novými technologiemi. Využívá big data a otevřená data, která získává od neziskových institucí, státní správy či od soukromého sektoru. Tato data zpracuje a prezentuje pomocí vizualizací (grafy, mapy, animace, interaktivní aplikace). Umožňuje snazší pochopení a rychlejší orientaci, čtenář může být aktivní a vybírat si pro něj důležité informace. Text tu slouží k vysvětlování či je zcela vypuštěn.
Datová žurnalistika může objevovat nová témata, skutečnosti a souvislosti, analyzovat do hloubky a ukázat to, co není na první pohled vidět. Datoví žurnalisté dodávají nestrukturovaný datům strukturu a interpretují je v určitém kontextu. Autor často k článku přikládá datový soubor, aby jej čtenář mohl sám analyzovat a ověřovat výsledky či objevovat nové skutečnosti.

## Historie
Datová žurnalistika má kořeny v rešerších, které dříve zpracovávala rešeršní oddělení mediálních organizací. V současnosti může novinář pomocí uživatelsky přátelských nástrojů hledat informace v databázích sám či využívat automatického zpracování dat.
Noviny tiskly tabulky s daty již v 19. století (např. The Wall Street Journal, The Guardian). První článek datové žurnalistiky vyšel v The Guardian v roce 1821, zabýval se školami v Manchesteru. V 50. letech 19. století doktor John Snow publikoval tiskem mapu, která ukazovala rozsah epidemie cholery v Londýně. Díky jeho analýze došlo k odhalení zdrojů nákazy.
V 60. letech 20. století se objevila počítačem asistovaná žurnalistika (Computer-Assisted Reporting, CAR), kdy novináři analyzovali databáze veřejných záznamů pomocí vědeckých metod, aby mohli monitorovat představitele moci. Na rozdíl od CAR je datová žurnalistika komplexní proces, který prostupuje celým spektrem pracovní náplně novináře.
V roce 2009 The Guardian uvedl na trh webovou platformu datové žurnalistiky, Datablog.

## Práce datového žurnalisty
Datový žurnalista obvykle při psaní článku postupuje od prvotní ideje, k průzkumu, investigaci a zpracování dat. Získaná data následně čistí, analyzuje a ověřuje je. Následně výsledek své práce prezentuje.
Výsledky datové žurnalistiky jsou obvykle představovány pomocí různých typů vizualizací – map, grafů, infografik či různých animací. Podle Paula Bradshawa by měl datový novinář využívat následujících šest komunikačních strategií:
- vizualizace
- vyprávění příběhů
- sociální interakce – analýza sociálních sítí a publikace na nich
- zlidštění faktů – konkrétní příběh
- personalizace
- užitečnost

## Omezení
Datová žurnalistika se potýká s technickými a byrokratickými problémy. Problémy mohou způsobit shromažďování dat, chybovost datových souborů, špatná spolupráce a sdílení s ostatními žurnalisty, otázka objektivity, nedostatečné technické znalosti novinářů či nevhodné financování.